# Anisosciadium
Anisosciadium är ett släkte av i familjen flockblommiga växter. Dess arter förekommer i Mellanöstern, på Arabiska halvön och i Iran och Afghanistan. Släktet beskrevs av Augustin Pyrame de Candolle 1829.

## Arter
Släktet har tre accepterade arter:
- Anisosciadium isosciadium
- Anisosciadium lanatum
- Anisosciadium orientale